# Paculla wanlessi
Paculla wanlessi är en spindelart som beskrevs av Bourne 1981. Paculla wanlessi ingår i släktet Paculla och familjen Tetrablemmidae. Inga underarter finns listade i Catalogue of Life.